# Amplirhagada castra
Amplirhagada castra är en snäckart som beskrevs av Alan Solem 1981. Amplirhagada castra ingår i släktet Amplirhagada och familjen Camaenidae. Inga underarter finns listade i Catalogue of Life.